# Notocypraea
Notocypraea is een geslacht van weekdieren uit de klasse van de Gastropoda (slakken).

## Soorten
- Notocypraea angustata (Gmelin, 1791)
- Notocypraea comptonii (Gray, 1847)
- Notocypraea declivis (G. B. Sowerby II, 1870)
- Notocypraea dissecta Iredale, 1931
- Notocypraea piperita (Gray, 1825)
- Notocypraea pulicaria (Reeve, 1846)
- Notocypraea subcarnea (Beddome, 1897)